# Rolf Köhler
Rolf Köhler (Hamburg, 24 mei 1951 - Hamburg-Altona, 16 september 2007) was een Duitse zanger en muziekproducent. Bij het publiek was hij vooral bekend (of juist 'onbekend') als zanger van Modern Talking en Blue System.

## Introductie
Köhler had in de jaren zeventig zijn eerste successen in Duitsland onder zijn pseudoniem Marc De Ville met het nummer Walking Alone In The Rain, California.
Hij was onder andere begin jaren 80 ook lid van bands als New Commix, Kentucky, Tollhouse, Blue Blizz en Springflut. Echter hebben deze bands geen (grote) bekendheid genoten.

## Italodisco en Modern Talking
In de jaren 80 had Köhler veel eigen muziekprojecten gehad samen met andere producers zoals Dieter Bohlen en Kalle Trap. Hij produceerde voornamelijk italodisco. Onder pseudoniemen als L'Affair, Stag, Boo Whoo, C.Dorian en Kids Can't Kill zong hij zelf de liedjes in. Nummers als Secret Eyes onder de naam L'Affair zijn bekende hits binnen de italodiscokringen.
Hij produceerde ook voor andere artiesten italodiscoliedjes en had projecten waarbij hij dus niet zelf zong, echter wel vaak de achtergrondzang, zoals Solid Strangers met nummers als My Delight en Music In The Night. En zo had Köhler talloze projecten op zijn naam waarbij hij zelf zong of andere zangers liet zingen.
Muziekproducent Dieter Bohlen die op zoek was naar een nieuwe sound leerde in 1983 de jonge zanger Thomas Anders kennen. Bohlen was zeer enthousiast over de zangkwaliteit van Anders en Bohlen schreef Duitstalige liedjes voor hem.
Bohlen kreeg contact met Köhler en hielp hem met het produceren van liedjes en zong mee op de platen van Thomas Anders. Bohlen raakte geïnspireerd door de wereld van de italodisco en wilde een italodisconummer maken met hoge stemmen in het refrein en met Anders als leadzanger.
In 1984 richtte Dieter Bohlen Modern Talking op en schreef het nummer You're My Heart, You're My Soul. Köhler zong op dit nummer de hoge stem bij het tweede deel van het refrein. Thomas Anders zong de coupletten en het eerste deel van het refrein. De muziek van het nummer is typisch italodisco en Köhler hielp mee met de arrangementen samen met Detlef Wiedecke en Michael Scholz die samen met Köhler meezongen in het 'falsetrefrein'.
Hun eerste single was You're My Heart, You're My Soul en werd meteen een wereldwijd succes. In 31 landen in de wereld stond het nummer een aantal weken op nummer 1. Modern Talking was in de wereld al meteen een zeer succesvolle band.
Bij optredens en videoclips was Modern Talking een duo bestaande uit Anders en Bohlen. Bohlen deed jarenlang alsof hij meezong met Modern Talking, terwijl de echte stem Rolf Köhler was. Daarom leende Köhler zijn stem uit aan Bohlen tegen vergoeding.
Vanaf dat moment was Köhler een vaste medewerker in de studio bij Dieter Bohlen. Köhler werkte in bijna alle producties van Bohlen mee. Köhler zong met Caroline Müller mee in C.C.Catch. En in bijna alle Bohlenproducties was zijn stem te horen op de achtergrond, zoals bij Midnight Lady van Chris Norman of de liedjes van Bonnie Tyler en alle andere artiesten waarvoor ze de muziek produceerden.
Ook heeft Köhler onder leiding van Dieter Bohlen samen met Detlef en Michael drie maal meegewerkt aan een inzending voor het Eurovisiesongfestival. Twee keer in 1989 samen met Nino de Angelo voor Duitsland en met Thomas Forstner voor Oostenrijk. En drie jaar later in 1992 opnieuw voor Oostenrijk, ditmaal met Tony Wegas.

## Andere producties
Köhler liet zich samen met Michael Scholz en Detlef Wiedeke verhuren om mee te helpen in producties in studio's voor verschillende artiesten en producenten.
In grote bekende producties waar Köhler aan meewerkte was bijvoorbeeld aan London Boys.
Verder heeft hij in talloze producties meegewerkt, in de vorm van producer, muzikant of zanger.
Van 1989 tot en met 2007 was hij achtergrondzanger van de Duitse powermetalband Blind Guardian. In 2000 en 2003 was hij ook achtergrondzanger van de metalband Helloween.

## Blue System
In 1987 kwam er een einde aan Modern Talking en Bohlen wilde verdergaan met Köhler en zijn team met een nieuwe band genaamd Blue System. Rolf Köhler was de leadzanger in de refreinen van Blue System, Bohlen vertolkte de coupletten. Bohlen schreef de liedjes en componeerde de muziek samen met Luis Rodriguez, maar Köhler was verantwoordelijk voor de arrangementen en verleende zelfs de meeste muzikale inspiraties voor Blue System. Ook Blue System had een typische italodiscostijl vooral met veel hoge klanken en veel overproductie, maar ook nummers die wat harder en stoerder klonken zoals de meeste nummers van het album Body Heat.
Köhler was ook producent van onder andere Bonnie Tyler (tussen 1991 en 1994) en Nino De Angelo.
Mede vanwege gebrek aan promotie werd Blue System in Nederland bij het grote publiek niet erg bekend. Maar in het buitenland zoals de rest van Europa en vooral Rusland scoorden ze weer erg hoog, maar ze kwamen nooit op het niveau van Modern Talking.

## Comeback Modern Talking
In 1998 wilde Bohlen en Thomas Anders weer Modern Talking opnieuw oprichten. Blue System werd stopgezet en Köhler en de andere achtergrondzangers wilde weer als vanouds meewerken aan Modern Talking.
Hun nieuwe album Back For Good werd weer een zeer groot succes. In Nederland kwam het album op de 5de plaats. De nieuwe albums die hierop volgden werden vreemd genoeg geen groot succes in Nederland. Waarschijnlijk deed de Duitse BMG niet genoeg tot nauwelijks promotie in Nederland. In het buitenland waren ze bijna even succesvol als in de jaren 80.

## Rechtszaak BMG
Köhler en de twee achtergrondzangers kregen geen vergoeding van de remixes uit het album Back For Good. De drie zangers spande in 2001 een rechtszaak tegen de Duitse BMG. Ze lieten weten dat hun werk aan het album niet goed werd vergoed, dat Bohlen nooit aan Modern Talking mee had gezongen en dat Köhler de echte stem van Blue System was en dat Bohlen altijd playbackte. Uiteindelijk moest BMG van de rechtbank 10.000 DM aan de drie betalen.
De samenwerking tussen Bohlen en de drie stopte ook ten gevolge van de klacht.
Ze hebben van 1984 tot en met 2000 in bijna alle Bohlenproducties meegewerkt. Bohlen verving in 2001 het koor voor nieuwe zangers en ging gerust door met het lenen van andere stemmen. Tot 2003 toen Modern Talking weer opnieuw werd stopgezet. In de laatste drie Modern Talking albums heeft Köhler dus niet aan meegewerkt.

## Systems In Blue
Köhler wilde samen met Michael Scholz en Detlef Wiedeke weer opnieuw Blue System oprichten en verdergaan waar ze in 1997 gebleven waren. Bohlen weigerde dat zonder zijn medewerking en spande overigens zelf een rechtszaak tegen de drie aan omdat hij vond dat ze de naam Blue System in het vervolg niet meer mochten gebruiken voor commerciële doeleinden.
Toen veranderde ze de naam op een naam die erg op Blue System lijkt: Systems in Blue. Ook namen ze het logo en imago van Blue System en ze gingen op dezelfde wijze verder als Blue System.
Ook produceerde de Systems In Blue ook voor andere Duitse artiesten muziek.
Rolf Köhler stierf op 56-jarige leeftijd aan de gevolgen van een hartaanval op zijn werk.